# Османський борг
Османський борг — державний борг Османської імперії, утворений 24 серпня 1855 року, коли Османська імперія вперше уклала договори позики зі своїми європейськими кредиторами незабаром після початку Кримської війни.
Імперія укладала наступні позики, частково для фінансування будівництва залізниць, а частково для фінансування дефіциту доходів і щедрих витрат імператорського двору. Деякі фінансові коментатори відзначають, що умови цих позик були надзвичайно сприятливими для французьких та британських банків, що сприяло їм, тоді як інші відзначали, що ці умови відображали готовність імперської адміністрації постійно рефінансувати свої борги.
Перший кредит був наданий у 1854 році. За ним імперія отримала 3 мільйони фунтів. Другий - у 1855 році — 5 мільйонів фунті. При цьому процентні ставки були  нижчими, аніж за кредитами, які можна було отримати всередині імперії. 
В 1858 році Порта позичила ще 5 мільйонів фунтів, в 1862 — 8 мільйонів. 
В 1863 році був створений «Османський імперський банк», який належав британцям і французам (згодом частину акцій придали також австрійці). З його допомогою імперія отримала ще дві позики на загальну суму 14 мільйонів фунтів. 
В 1865—1870 роки імперія позичила загалом 86 мільйонів фунтів, більшість з яких пішла на повернення попередніх боргів.
В 1871—1874 османському уряду були надані ще п'ять міжнародних позик на загальну суму 98,5 мільйонів фунтів. Виплати за боргом досягли 55% бюджету імперії. 
Ще одна позика у 40 мільйонів фунтів була отримана в 1874 році на максимально жорстких умовах.
Проте в жовтні 1875 року Рамаданським декретом виплати виплати в односторонньому порядку було скорочені вдвічі, а до березня 1876 року вони взагалі припинилися. Позичальників це не влаштовувало. Вони інспірували кілька спроб змінити османську владу, внаслідок яких до влади прийшов султан Абдул Гамід II[джерело?].
Щоб примусити його до зміни політики в Стамбулі на конференцію зібралися європейські посли. Абдул Гамід II  у відповідь оголосив про запровадження в імперії конституції, що робила інші зміги "непотрібними" Обурені західні держави у відповідь відкликали зі Стамбулу своїх послів, а Росія оголосила Порті війну. 
В 1881 році була укладена мирова угода з кредиторами про скорочення боргу удвічі. Але для гарантії його виплати так званим Мухарремським декретом Абдул-Гамід II створив нову установу — Управління османського державного боргу, яка цілком контролювалося іноземними володарями імперських зобов'язань. До їхнього повного погашення Управління отримало право самостійно збирати податки та наймати для цього власних службовців, кількість яких поступово зросла до дев'яти тисяч. Цілком на користь кредиторів відтоді збирався гербовий збір і податок на риболовлю, їм перераховували усі надходження від торгівлі спиртними напоями, тютюном і сіллю, одну десяту податків на шовк, данину, яку сплачувала до османської скарбниці Болгарія, а також податкові надходження з Кіпру та Східної Румелії. 
Влада і чиновники Управління постійно інформували про покращення фінансового становища імперії. Яка знову почала брати кредити за кордоном. З 1886 по 1914 рік османський уряд отримав ще 23 позики на загальну суму 150 мільйонів фунтів. Відтак загальна заборгованість сягнула 60 відсотків ВВП імперії. З початком Балканських воєн і першої світової обслуговувати борг стало важче, а в 1918 році Османська імперія фактично припинила своє існування.
Борг, що залишився від імперії, зрештою довелося виплачувати Турецькій республіці. Про виплату 3/5 загальної суми домовилися в 1922 році в обмін на міжнародне визнання Анкари. Остаточно за цими зобов'язаннями розрахувалися в 1954 році.